# Baureihe 515
De Baureihe 515 en 815, tot 1968 bekend als ETA 150 en ESA 150, is een accutreinstel bestemd voor het lokaal personenvervoer van de Deutsche Bundesbahn (DB).

## Geschiedenis
De Preußische Staatseisenbahn gebruikte sinds 1907 met goed resultaat een accutreinstel van de serie ETA 178. De Deutsche Bundesbahn kocht tussen 1953 en 1965 een aantal voertuigen met laag energieverbruik voor personenvervoer op lokaal spoorlijnen. Hierbij viel de keuze op elektrische tractie. Na de bouw van een proefserie van het type ETA 176 werd besloten in totaal 232 motorwagens en 216 stuurstandwagens van dit type te laten bouwen

## Constructie en techniek
Het treinstel is opgebouwd uit een stalen frame. Deze treinstellen konden tot twee stuks gecombineerd rijden.

### Interieur
- "Nulserie": ETA 150 001 - 030 met een indeling 2 + 3 = 92 zitplaatsen 2 klas.
- Typ "Hamburg": ETA 150 101 - 112 en 120 – 138 met een indeling 2 + 2 = 66 zitplaatsen 2 klas en een indeling 2 + 2 = 8 zitplaatsen 1 klas.
- Typ "Bremen": ETA 150 113 - 119, 501 - 508, 581 - 603 en 639 - 651 met een indeling 2 + 2 = 46 zitplaatsen 2 klas en een indeling 2 + 1 = 19 zitplaatsen 1 klas.
- Typ "coupe 1 klas": ETA 150 509 - 580, 604 - 638 en 652 – 661 met een indeling 2 + 2 = 50 zitplaatsen 2 klas en een indeling 3 + 0 = 6 zitplaatsen 1 klas.

Bij de stuurstandwagen waren er twee versies:
- ESA 150 001 - 020 met een indeling 2 + 3 = 92 zitplaatsen 2 klas.
- ESA 150 021 - 216 met een indeling 2 + 2 = 74 zitplaatsen 2 klas.

## Treindiensten
De treinen werden door de Deutsche Bundesbahn (DB) gebruikt in het personenvervoer van onder meer:
- Ruhrgebiet
- Schleswig-Holstein
- oostelijk en zuidelijk gebied in Niedersachsen
- oostelijk gebied in Rheinland-Pfalz (Westerwald)
- Südhessen
- Südbaden.

De laatste treinen reden tot 1995 in het gebied van de Verkehrsverbundes Rhein-Ruhr (VRR).
Deze treinen reden tussen 1978 en 1988 van Aken naar Maastricht ter vervanging van de Blauwe Engel.

## Bijnamen
De treinstellen uit deze serie hadden door hun ongebruikelijke aandrijving een keur aan bijnamen: Akkublitz, Säurebomber, Steckdosen-InterCity, Taschenlampen-Express en Biene Maja

## Foto's

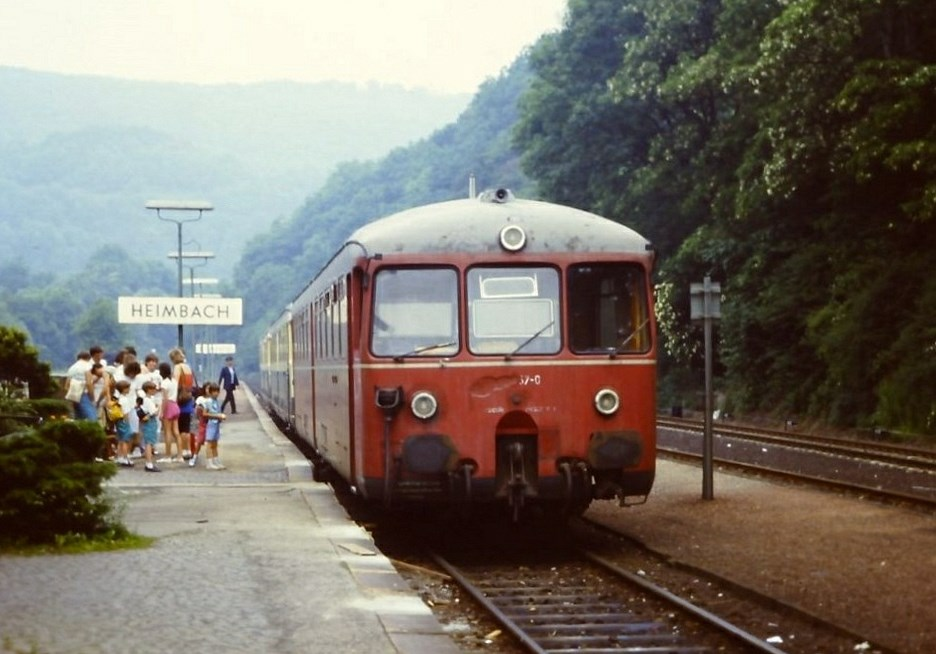
515 in rode kleur te Heimbach
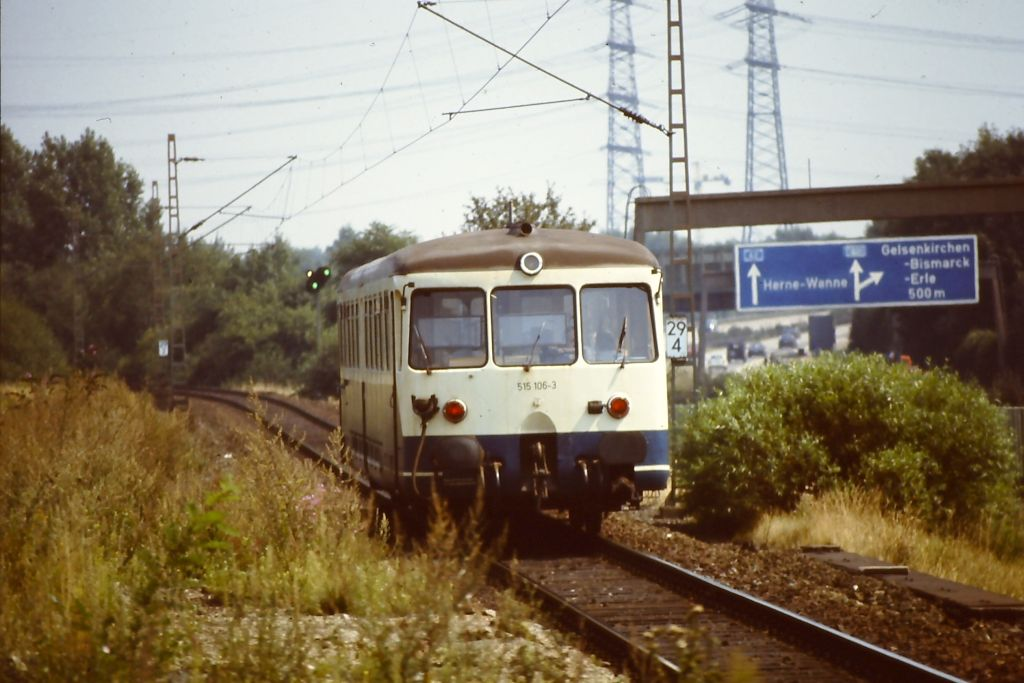
515 in ozeanblauw/beige kleur te Gelsenkirchen-Zoo
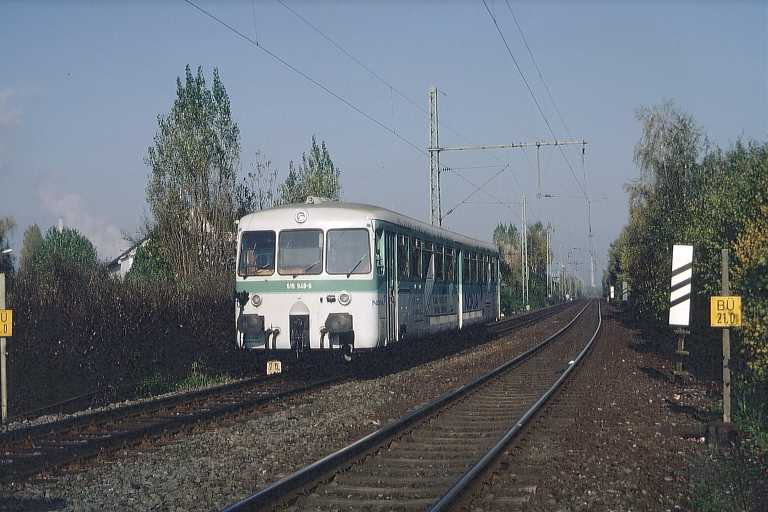
515 in mintgroen/wit kleur te Bochum

In dit overzicht staan eveneens treinen van de Deutsche Bundesbahn (DB) en van de Deutsche Reichsbahn (DR)